# 守望台

Watchtower logo

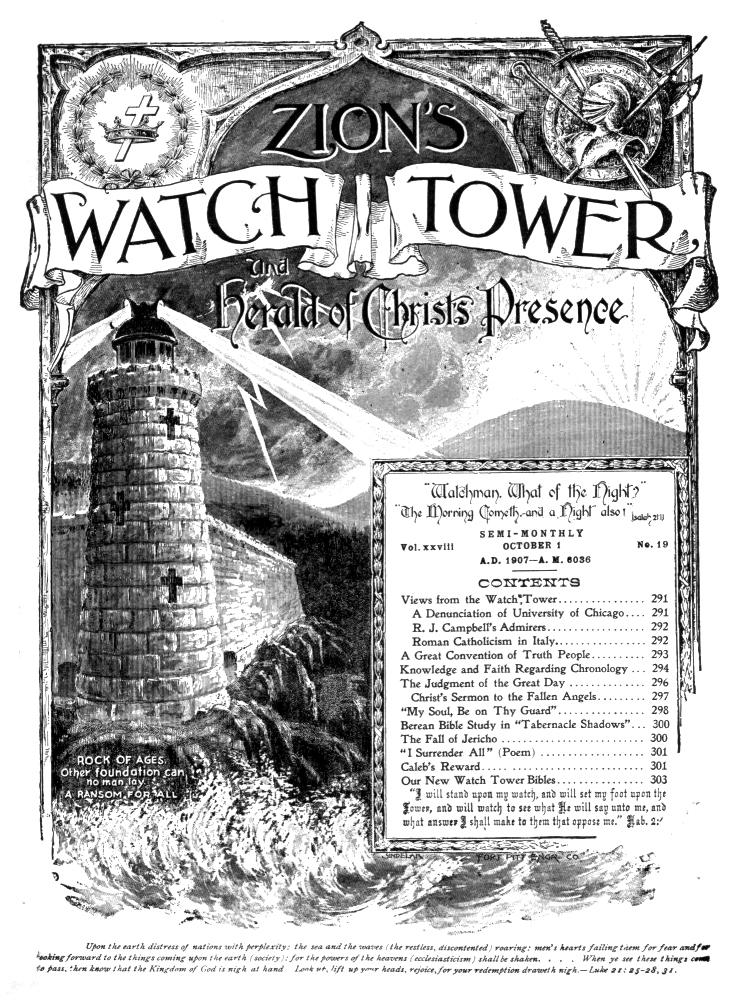
早期的《守望台》(1907年10月1日刊)，左上角十字架圖案為當時的標志

《守望台──宣扬耶和华的王国》（Watchtower；简称《守望台》杂志），是耶和华见证人所发行的半月刊杂志，是其最主要的两本國際性杂志之一。刊物由宾夕法尼亚守望台圣经书社在纽约出版，提供给其信徒和其他感興趣的讀者閱讀，每期的《守望台》分成不同的主题，其中部分文章是其聚会中使用的教材，是其信徒仔细研读的文章。以每期414種語言版本合計，每期全球平均印量大約7421万0000份（2021年）。

## 宗旨和主要內容
“本刊的宗旨是榮耀宇宙的主宰耶和華上帝，並以聖經的好消息安慰人，告訴人上帝在天上的王國不久就會除去一切壞人壞事，使地球成為樂園。本刊也幫助人信從耶穌基督，相信他已經犧牲生命，使人可以得永生。並且已經成為上帝王國的君王，正在施行統治。《守望台》雜誌從1879年開始出版就沒有間斷過，內容以聖經為權威，是非政治性的出版物。”
——摘自《守望台 宣揚耶和華的王國》公眾版
《守望台》雜誌分為兩個版本，自1990年2月起都為非賣品。
其一是公眾版，主要面向信徒和大眾（更著重於後者）發佈，同時也主要供傳道員在傳道時使用。其內容包羅萬象，從生活點滴到科學都有涉及，但其內容主要是通過一些很多人都關注的生活现象和自然科學等內容來佐證耶和華見證人的信仰和教義，雜誌內還包括一些信徒對信仰的表述，如談論在成為耶和華見證人之後對其的生活所帶來的積極的改變，還有特別為兒童設計的內容等等，以達到鼓勵不同年齡階段的信徒和感染讀者的目的。
另一個版本是《守望台》研讀版，其內容主要是根據《聖經》所編寫的一系列文章，但也不完全局限於聖經，也包含鼓勵會眾團結，給信徒在生活上做出相應的指引的內容等等。研讀版主要是耶和華見證人在聚會時所使用。
目前這兩個版本的每一期雜誌，在其官方網站上都有對應的電子版本免費下載。

## 出版

### 数据
- 开本：大32开

現代的《守望台》(2007年1月1日刊)

- 印刷：54g/m²纸张，四色套印，全彩色印刷
- 其它出版媒介：部分语言提供音频CD，MP3光盘，磁带介质，或者MP3和AAC格式的 网站下载（页面存档备份，存于）
- 使用语言：中文（简体中文、繁体中文），法语，英语，西班牙语，葡萄牙语，阿拉伯语等共207种
- 发行方式：内部发行可自行索取
- 价格：於不同時期有不同價格：
  - 1990年2月：自本期開始，改為非賣品[2]，但信徒和讀者可以做自願性質的捐款。
  - 1990年1月：25美分[3]
  - 1980年1月：10美分[4]
  - 1916年1月：5美分[5]
- 版权所有：宾雪法尼亚州守望台圣经书
- 出版发行：纽约守望台圣经书社，布鲁克林
- 印刷地点和发行区域：日本（亚洲和太平洋地区）、美国（北美洲，南美洲）、德国（北非，欧洲，西亚）、南非（非洲）等耶和华见证人区域分部办事处
- 每期平均印量：6165万1000份（2017年）
  - 2017年公众版印量6165万份，研读版印量估计不超过8000万[6]

### 翻译和印刷工作
守望台杂志首先由美国分部办事处用英语完成原始版本，然后通过互联网络分发到分部在世界各地的翻译小组进行各个语种的翻译。小组翻译完成翻译和校对后，转交给各负责印刷的分部办事处进行排版，耶和华见证人使用自己研发的多语言电子照相排版系统（MEPS）进行排版。然后由電腦转印到平版印刷机使用的照相版上。
守望台圣经书社购买的曼罗兰（Man Roland）高速平版印刷机以每小时8万-10万份的印刷速度进行自动印刷和分装工作。然后经过物流分发到世界各地。

### 2008年的新变化
从2008年一月刊期，《守望台──宣扬耶和华的王国》杂志在内容编排上有重大变化。从总体看，守望台杂志把原先半月刊的内容进行有选择的合并，针对阅读人群进行优化。
- 提供给信徒研读的守望台发行日期为每月15日，为当月所有研读文章和少量深入解释，内容单独刊出；
- 提供给公众阅读的内容每月1日发行，其内容主要集中在单独公众感兴趣的圣经话题，人文等信息，比较浅显易懂。公众版内容更加详细，每期都会涉及家庭或者青少年遇到的各种难题，该杂志根据圣经的教导给出些许建议。[7]

但是为了方便会众信徒研读，15日的守望台提前印刷，1日的守望台稍后印刷。二者相差大约3周左右的时间。
通过这一改变，守望台圣经书社可以更好的利用现有资金，提高公众版的发行数量。从公众版的印刷数量看，这一措施将印刷量提升到大约4218万，大约增加了几千万册的印量。

## 参看
- 耶和华见证人
- 宾雪法尼亚州守望台圣经书